# نام‌های کره
امروزه نام‌های مختلفی از کره وجود دارد که همگی از پادشاهی‌ها و سلسله‌های باستان گرفته شده‌اند. کره نام‌ مستعاری است که انگلیسی‌ زبان‌ها و کشورهای اروپایی از نام دودمان گوریو گرفته‌اند و همچنین Koryŏ نیز هجی می‌شود و توسط کره شمالی و کره جنوبی در زمینه‌های بین‌المللی استفاده می‌شود. در زبان‌ کره‌ای، دو کره اصطلاحات متفاوتی را برای اشاره به ملت اسمی واحد به کار می‌برند: چوسون یا Chosŏn (조선 ،朝鮮) در کره شمالی و Hanguk (한국، 韓國) در کره جنوبی. مردم کره‌ای‌ ساکن‌ ژاپن و چین نیز از اصطلاح Chosŏn برای اشاره به ملت کره استفاده می‌کنند.

## تاریخ
اولین سوابق تاریخ ثبت نام کره با حروف چینی بنام هانجا نوشته شده‌است. حتی پس از اختراع هانگول، کره ای‌ها به‌طور کلی نام کره ای بومی را با hanja، با ترجمه، آوانویسی صدا یا حتی ترکیب این دو، ضبط کردند. علاوه بر این، تلفظ‌های یک کاراکتر در کره ای و گویش‌های مختلف کره ای تا حدودی متفاوت است و با گذشت زمان تغییر کرده‌است.
به همه این دلایل، علاوه بر سوابق نادرست و گاه متناقض نوشتاری، تعیین معانی یا تلفظ اصلی نام‌های باستانی نیز دشوار است.

### تاریخ باستان

#### گوجوسون
تا سال ۱۰۸ قبل از میلاد کره شمالی و بخشی از منچوری توسط گوجوسئون کنترل می‌شد. در اسناد معاصر چینی، به عنوان 朝鮮 نوشته شده بود، که در کره ای مدرن با نام چوسون یا Joseon (조선) تلفظ می‌شود. پیشوند Go- (古)، به معنی «قدیمی» یا «باستان» یک قرارداد تاریخ‌نگاری است که آن را از پادشاهی چوسان بعدی متمایز می‌کند. نام چوسون اکنون نیز توسط کره شمالی و کره ای‌های مقیم چین و ژاپن برای اشاره به شبه جزیره و به عنوان شکل رسمی کره ای نام جمهوری خلق دموکراتیک کره (چوسون) استفاده می‌شود. این واژه همچنین در بسیاری از زبانهای آسیایی برای اشاره به شبه جزیره کره مانند ژاپنی، ویتنامی و چینی استفاده می‌شود.
احتمالاً حروف چینی به صورت آوایی یک نام کره ای بومی را رونویسی می‌کنند، شاید چیزی شبیه "Jyusin" تلفظ شود. برخی حدس می‌زنند که این مربوط به ارجاع چینی به 肅 愼 (숙신، Suksin (گروه قومی))، 愼 (직신، جیکسین) و 息 愼 (식신، Siksin)، اگرچه این نام‌های اخیر احتمالاً اجداد مردم جورچن را توصیف می‌کنند
سایر دانشمندان معتقدند 朝鮮 ترجمه کره ای بومی اسدال (아사달)، پایتخت گوجوسئون بود: asa یک کلمه فرضی ریشه آلتایی برای «صبح» است، و dal به معنی «کوه».
تلاش اولیه برای ترجمه این کارکترها به انگلیسی باعث ایجاد عبارت "سرزمین آرامش صبح" برای کره شد، که به عبارت "سرزمین خورشید در حال طلوع" برای ژاپن است. در حالی که این کلمه خیالی است، اصل ترجمه معتبر است.

#### هان
تقریباً در زمان سقوط گوجوسئون، ایالت‌های مختلف کره جنوبی در کنفدراسیون‌هایی گروه‌بندی شدند که مجموعاً سم‌هان نامیده می‌شدند (삼한، 三 韓، "سه هان"). هان ریشه اصلی کره ای برای "رهبر" یا "بزرگ" است، مانند maripgan ("پادشاه")، hanabi ("پدربزرگ") و Hanbat ("میدان بزرگ"، نام باستانی: دائجون).

## لقب‌های کره
در فرهنگ سنتی کره، و همچنین در فرهنگ شرق آسیا، سرزمین کره در طول قرون متمادی تعداد متفاوتی نام و لقب را تجربه کرده‌است.